# 15 años de éxitos
15 años de éxitos es el primer álbum recopilatorio (décimo sexto general) del cantante mexicano Alejandro Fernández. Este álbum contiene 15 éxitos a partir de sus 8 discos anteriores (Piel de niña, Que seas muy feliz, Muy dentro de mi corazón, Me estoy enamorando, Mi verdad, Orígenes, Niña amada mía y A corazón abierto), además de la nueva canción "El lado oscuro del amor" de la película mexicana El Búfalo de la Noche. La edición CD / DVD contiene además del CD con los 16 temas, un DVD con 14 videos de Alejandro Fernández.

## Lista de canciones

### CD
1. Me dediqué a perderte (Leonel García) - 3:54
2. Qué voy a hacer con mi amor (Luis Carlos Monroy, Raúl Ornelas) - 4:08
3. Qué lástima (Jaime Flores) - 4:22
4. Canta corazón (Gian Marco) - 4:14
5. No sé olvidar (Kike Santander) - 4:21
6. Si tú supieras (Kike Santander) - 4:06
7. Niña amada mía (Jorge Massias) - 3:13
8. Si tú no vuelves (Fato) - 3:15
9. Tantita pena (Kiko Campos, Fernando Riba) - 3:28
10. Si he sabido amor (Humberto Estrada) - 3:53
11. Loco (Jorge Massias) - 3:16
12. Abrázame (Rafael Ferro García, Julio Iglesias) - 3:18
13. Nube viajera (Jorge Massias) - 4:04
14. Como quien pierde una estrella (Humberto Estrada) - 3:33
15. Piel de niña (Jesús Gluck, Honorio Herrero) - 2:41
16. El lado oscuro del amor (Aleks Syntek) - 4:31

### DVD
1. Me dediqué a perderte (Video)
2. Que voy a hacer con mi amor (Video)
3. Que lastima (Video)
4. Canta corazón (Video)
5. No se olvidar (Video)
6. Si tu supieras (Video)
7. Niña amada mía (Video)
8. Si tú no vuelves (Video)
9. Tantita pena (Video)
10. Loco (Video)
11. Abrázame (Video)
12. Nube viajera (Video)
13. Como quien pierde una estrella (Video)
14. Piel de niña (Video)

## Posiciones
| Año  | Listas                     | Posición | Semana en la lista |
| ---- | -------------------------- | -------- | ------------------ |
| 2007 | Billboard Latin Pop Albums | 4        | 5                  |
| 2007 | Billboard Top Latin Albums | 7        | 5                  |